# Baco (ópera de Massenet)
Baco (Bacchus) es una ópera en cuatro actos con música de Jules Massenet y libreto en francés de Catulle Mendès. Se estrenó en el Palais Garnier de París el 5 de mayo de 1909.

## Personajes
| Personaje                                                                                              | Tesitura      | Reparto del estreno Director de orquesta: Henri Rabaud |
| --- | ------------- | ------------------------------------------------------ |
| Bacchus                                                                                                | tenor         | Lucien Pierre Muratore                                 |
| Ariane                                                                                                 | soprano       | Lucienne Bréval                                        |
| Reine Amahelli                                                                                         | mezzosoprano  | Lucy Arbell                                            |
| Révérend Ramavacon                                                                                     | bajo          | André Gresse                                           |
| Kéléyi                                                                                                 | soprano       | Antoinette Laute-Brun                                  |
| Silène                                                                                                 | barítono      | Marcelin Duclos                                        |
| Mahouda                                                                                                | barítono      | Triadou                                                |
| Pourna                                                                                                 | tenor         | Nansen                                                 |
| Ananda                                                                                                 | barítono      | Cerdan                                                 |
| Manthra, un mimo                                                                                       | papel mudo    | Blanche Kerval                                         |
| Clotho                                                                                                 | papel hablado | Brille                                                 |
| Perséphone                                                                                             | papel hablado | Renée Parny                                            |
| Andéros                                                                                                | papel hablado | de Max                                                 |
| Coro: seguidores de Perséfone, monjas, monjes, guerreros, sacerdotes, bacantes, faunos, voces divinas. |               |                                                        |